# Strada statale 649 di Fondo Valle Alento
La strada statale 649 di Fondo Valle Alento (SS 649), già strada provinciale 221 ex SS 649 di Fondo Valle Alento (SP 221), è una strada statale italiana, il cui percorso si snoda in Abruzzo. Rappresenta il collegamento tra la zona costiera e, precisamente, di Francavilla al Mare e l'entroterra fino al comune di Bucchianico, risalendo la valle del fiume Alento.

## Percorso
Il tracciato ha origine dalla strada statale 16 Adriatica all'interno del centro abitato di Francavilla al Mare. Dopo diverse centinaia di metri si presentano lo svincolo della SS 714 tangenziale di Pescara e l'incrocio con la SP 2. La strada prosegue quindi in territorio extraurbano, costeggiando i centro abitati di Ripa Teatina e Bucchianico, immettendosi quindi sulla strada statale 81 Piceno Aprutina, che mantiene le caratteristiche di strada a scorrimento veloce sino a Guardiagrele.

## Storia
Con il decreto del Ministro dei lavori pubblici n. 1358 dell'8 agosto 1987 avvenne la classificazione della strada mutuando parte del percorso dalla strada provinciale a scorrimento veloce di Fondo Valle Alento e parte della strada statale 152 Teatina, con i seguenti capisaldi di itinerario: "Innesto strada statale presso Francavilla al Mare - svincolo di Ripa Teatina - svincolo di Chieti - svincolo di Villamagna - innesto strada statale n. 81 allo svincolo di Bucchianico".
In seguito al decreto legislativo n. 112 del 1998, dal 2001 la gestione è passata dall'ANAS alla Regione Abruzzo che ha provveduto al trasferimento dell'infrastruttura al demanio della Provincia di Chieti.
Successivamente con il decreto del Presidente del Consiglio dei Ministri del 20 febbraio 2018, la strada torna nel novero delle strade statali.

## Strada statale 649 dir di Fondo Valle Alento
La strada statale 649 dir di Fondo Valle Alento (SS 649 dir), già strada provinciale 222 ex SS 649 dir di Fondo Valle Alento (SP 222), è l'unica diramazione della strada statale 649 di Fondo Valle Alento; collega la strada al centro storico di Chieti diramandosi all'altezza di Ripa Teatina.
Con il decreto del Ministro dei lavori pubblici n. 1358 dell'8 agosto 1987 avvenne la classificazione della strada, caratterizzata dai seguenti capisaldi di itinerario: "Innesto strada statale n. 649 allo svincolo di Chieti (presso Ripa Teatina) - innesto strada statale n. 81 a Chieti".
In seguito al decreto legislativo n. 112 del 1998, dal 2001 la gestione è passata dall'ANAS alla Regione Abruzzo che ha provveduto al trasferimento dell'infrastruttura al demanio della Provincia di Chieti.
Successivamente con il decreto del Presidente del Consiglio dei Ministri del 20 febbraio 2018, la strada è tornata nel novero delle strade statali.